# Chloroclystis melochlora
Chloroclystis melochlora là một loài bướm đêm trong họ Geometridae.